# 大川昭彦
大川昭彦（おおかわ あきひこ）は、日本の作詞家、音楽プロデューサー。日本作詩家協会 会員。 日本音楽著作権協会(JASRAC)会員。

## 来歴
東京都新宿区出身。14歳まで神楽坂の下町で過ごし、その後、都内杉並区へ移る。幼少期から、演歌、歌謡曲、フォーク、ニューミュージック、ロック、アニメソングと幅広いジャンルの音楽を聴き、レコードを集めることが趣味となる。中学時代、稲垣潤一、杉山清貴&オメガトライブのファンになり、そのアルバムの大半の歌詞を手掛けていたおニャン子クラブ誕生前の秋元康の歌詞に感銘を受け、1980年代半ば頃から音楽活動を始める。1990年代は作曲・編曲家の入江純とロック歌手の佐門慶一のアルバムを制作する。2020年代前半、元AKB48の寺田美咲と共に、アイドル歌手はるましに楽曲を提供する。2020年代半ばシンガーソングライターの日比谷りこと組み女性アイドルグループChallenge Girls!!に「もっときらめくように」を提供。

## 主な作詞
☆明石奈津子(元NMB48)
「すべては宝物」(作詞・プロデュース)
「恋 お知らせです!」(作詞・プロデュース)
☆寺田美咲(元AKB48)
「波のように瞳を閉じて」(作詞・プロデュース)
☆はるまし(水木春花)
「可愛いをつくりたい」

## プロデュース
・『かわいいがすきでしょ?』
ばぶたん学園